# 平果異條鰍
平果異條鰍（學名：Paranemachilus pingguoensis）為輻鰭魚綱鯉形目條鰍科異條鰍屬的其中一種。分布於中國廣西壯族自治區平果縣果化鎮的喀斯特地形洞穴中，本魚體粗且側扁，頭部略平扁，嘴具3對長觸鬚，背鰭位於身體中間，胸鰭短，尾鰭後緣凹入，體被細小鱗片，側線不完全，體色為黃綠色，頭部及身體具有不規則小斑點，身體中間斑點密布形成1縱向條紋，體長可達8.8公分。主要棲息在洞穴中，每年雨季時洞穴會淹沒成為小湖泊，會游出洞穴覓食，成小群活動，在當地可做為食用魚。

## 扩展阅读
維基物種上的相關：平果異條鰍